# Gold Mine Sites
Les Gold Mine Sites sont un ensemble d'infrastructures minières constituant un district historique du comté de Koochiching, dans le Minnesota, aux États-Unis. Protégés au sein du parc national des Voyageurs, ils sont inscrits au Registre national des lieux historiques depuis le 6 mai 1977.